# Diecezja Arecibo
Diecezja Arecibo (łac. Dioecesis Arecibensis, hiszp. Diócesis de Arecibo) – rzymskokatolicka diecezja ze stolicą w Arecibo, w Portoryko.
Podlega metropolii San Juan de Puerto Rico i obejmuje północną część wyspy Portoryko.
Katedrą diecezjalną jest katedra św. Filipa Apostoła w Arecibo.

## Historia
30 kwietnia 1960 powołano diecezję Arecibo.

## Biskupi diecezjalni
- Alfredo Méndez-Gonzalez CSC (1960-1974)
- Miguel Rodriguez Rodriguez CSsR (1974-1990)
- Iñaki Mallona Txertudi CP (1991-2010)
- Daniel Fernández Torres (2010 - 2022)
- Alberto Figueroa Morales (od 2022)